# Caicedonia
Caicedonia ist eine Gemeinde (Municipio) im Departamento Valle del Cauca in Kolumbien.

## Geographie
Caicedonia liegt in der Subregion Oriente in Valle del Cauca. Der Norden der Gemeinde liegt zwischen den Flüssen Río Pijao und Río Barragán auf 1050 bis 1200 Metern. Das Zentrum, der Südwesten und Südosten der Gemeinde liegen auf 1200 bis 1800 Metern. Zudem gibt es einen Hochgebirgsanteil im zentralen Süden der Gemeinde zwischen 1800 und 2200 Metern.
An die Gemeinde grenzen im Norden La Tebaida im Departamento del Quindío, im Osten Calarcá, Génova und Pijao in Quindío und im Süden und Westen Sevilla.

## Bevölkerung
Die Gemeinde Caicedonia hat 29.424 Einwohner, von denen 24.489 im städtischen Teil (cabecera municipal) der Gemeinde leben (Stand 2019).

## Geschichte
Auf dem Gebiet des heutigen Caicedonia lebte bei der Ankunft der Spanier das indigene Volk der Pijaos. Die moderne Besiedlung begann erst ab Beginn des 20. Jahrhunderts von Antioquia aus.

## Infrastruktur
Caicedonia liegt nur 25 Minuten vom Flughafen El Edén von Armenia entfernt. Zudem verfügt die Gemeinde über gute Straßenanbindungen nach Cali und das Departamento del Quindío.